# Franc
Per altres significats del mot franc, vegeu Franc (desambiguació).
El franc és el nom de diverses unitats monetàries. Es diu que aquest nom deriva de la inscripció llatina francorum rex («rei dels francs») a les primeres monedes franceses, o del francès franc, en el sentit de "lliure".
El franc, originàriament, fou una moneda francesa d'or de 3,87 g encunyada el 1360 en ocasió de l'alliberament del rei Joan II el Bo, retingut pels anglesos des de la seva captura a la batalla de Poitiers quatre anys abans. Al segle xviii es va definir un nou franc, equivalent a la lliura tornesa (livre tournois) que va originar el franc modern. Entre els estats que usen francs s'inclouen Suïssa, Liechtenstein i la major part dels estats francòfons d'Àfrica. Abans de la introducció de l'euro, els francs també s'utilitzaven a França, Bèlgica, Luxemburg i Mònaco, mentre que Andorra i Mònaco acceptaven també el franc francès com a moneda de curs legal. El franc es divideix en 100 cèntims (en francès centimes, singular centime).
El símbol del franc francès és una F amb una ratlla que la travessa (₣).

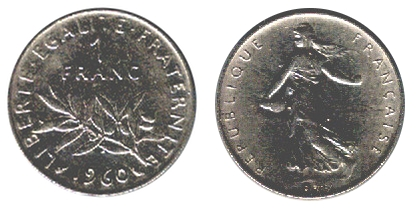
Moneda d'1 franc francès

## Francs històrics

### Franc francès
Tot i que Lluís XIII el va abolir el 1641 com a moneda de curs legal en favor del lluís d'or o escut, en la llengua comuna es va continuar usant el terme franc per referir-se a la lliura. Fou reintroduït com a moneda nacional el 1795 i substituït definitivament per l'euro el 2002.

### Francs belgailuxemburguès

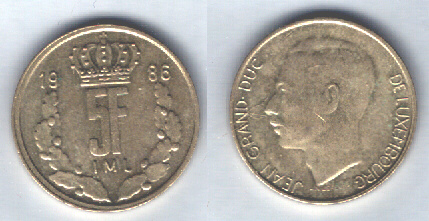
Moneda de 5 francs luxemburguesos

La conquesta d'una gran part de l'Europa occidental pels exèrcits de la França revolucionària i napoleònica va fer circular més àmpliament el franc. Tot seguit de la independència del Regne dels Països Baixos, el nou Regne de Bèlgica va adoptar el 1832 el seu propi franc, equivalent al francès, i fou seguit per Luxemburg el 1848 i Suïssa el 1850. La nova Itàlia sorgida de la unificació va adoptar la lira italiana de manera similar el 1862.
El 1865, França, Bèlgica, Suïssa i Itàlia van crear la Unió Monetària Llatina (a la qual s'uniria Grècia el 1868): cadascú hi posseïa la seva pròpia moneda nacional (el franc, la lira o la dracma) amb un valor de 4,5 g de plata o 0,290322 g d'or fi, totes les quals lliurement intercanviables entre elles. A la dècada del 1870 es va fixar com a estàndard de canvi el valor en or, situació que havia de continuar fins al 1914.
El 1926, Bèlgica, igual que França, va experimentar una depreciació monetària i una greu manca de confiança dels mercats, que va comportar la introducció d'una nova divisa d'or per a les transaccions internacionals, el belga de 5 francs, i la sortida del país de la unió monetària, que va deixar d'existir al final d'aquell any. La unió monetària de Bèlgica i Luxemburg del 1921, però, va sobreviure, que havia de formar la base per a una unió econòmica completa el 1932. Igual que el franc francès, el franc belga/luxemburguès va deixar d'existir l'1 de gener del 1999, quan es va fixar el canvi de l'euro al coeficient de 40,3399 BEF/LUF, per tant un franc valia 0,024789 €. Tot i que els antics bitllets i monedes de franc van sortir del curs legal el 28 de febrer del 2002, els bitllets de valor de 100 francs i més mantenen el seu valor i poden ser canviats en euros pel Banc Nacional Belga sense límit de temps.
Els francs belgues i luxemburguesos tenien valor legal en ambdós estats i tenien el mateix format i pes. A Bèlgica, els bitllets eren impresos en dues de les tres llengües nacionals: un costat en neerlandès i l'altre en francès. Les monedes, amb menys espai, eren monolingües i s'encunyaven en sengles versions. Des dels anys 1980 els bitllets luxemburgueses eren en francès i luxemburguès, les monedes en francès, sovint amb la paraula Lëtzebuerg.

### Franc malgaix

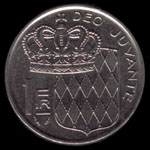
Moneda d'1 franc monegasc

El franc malgaix fou substituït a Madagascar per l'ariary l'1 de gener del 2005. Aquesta decisió controvertida la va prendre el president Marc Ravalomanana.

### Franc monegasc
El franc de Mònaco, amb el mateix valor que el franc francès, va estar en vigor fins a la seva substitució per l'euro el 2002. En circulaven monedes, encunyades per la casa de la moneda de França (la Monnaie de Paris), però no bitllets.

## Francs actualment en vigor

### Franc de Burundi
Usat a Burundi.

### Francs CFAiCFP

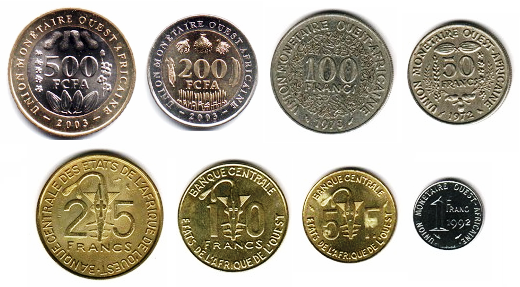
Monedes de franc CFA de l'Àfrica Occidental

Catorze estats africans usen els dos francs CFA (el franc CFA de l'Àfrica Central i el franc CFA de l'Àfrica Occidental), moneda que originàriament (1945) valia 1,7 francs francesos i, a partir de 1948, 2 francs (d'ençà del 1960: 0,02 francs nous), però des de gener de 1994 només valia 0,01 francs francesos. Actualment, des de gener de 1999, 1 franc CFA, en qualsevol de les seves dues modalitats, equival a 0,00152449 euros.
Per la seva banda, el franc CFP circula als territoris francesos del Pacífic, amb el valor de 0,0084 euros (abans 0,055 francs francesos).

### Franc de les Comores
El 1981, les Comores van establir un acord amb el Govern francès similar al del franc CFA. Originàriament, 50 francs de les Comores valien 1 franc francès. El gener del 1994, el canvi va passar a ser de 75 francs de les Comores per un de francès. Des de 1999, el canvi es fixa en relació amb l'euro.

### Franc congolès
El franc congolès s'usa a la República Democràtica del Congo. Suprimit el 1967 per Mobutu, hi fou restablert el 1998 per Laurent Kabila.

### Franc de Djibouti
Usat a Djibouti. El seu canvi està lligat al del dòlar dels Estats Units des del 1973.

### Franc guineà
Usat a República de Guinea. Suprimit el 1972 pel dictador Sékou Touré, fou restablert el 1986 pel seu successor Lansana Conté.

### Franc ruandès
Usat a Ruanda.

### Franc suís

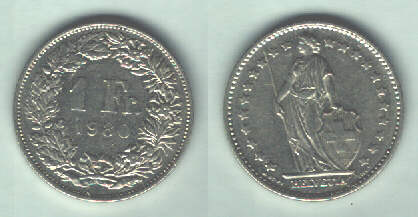
Moneda d'1 franc suís

El franc suís (codi ISO CHF o 756), que es va apreciar significativament respecte a la nova moneda comuna europea d'april a setembre del 2000, és una de les divises més fortes del món, amb un valor actual d'uns dos terços d'euro. El franc suís s'usa a Suïssa i a Liechtenstein.
El nom de l'estat, "Confederació Helvètica", en alguna de les monedes està escrit en llatí (Confoederatio Helvetica), per tal de preservar la neutralitat entre les diverses comunitats lingüístiques.